# 역문제
역문제(逆問題, inverse problem)는 신호로부터 신호원을 찾는 등 원래문제와 반대 문제를 말한다. 정칙화 기법이 이용되기도 한다. 결과로 시작한 다음 원인을 계산하기 때문에 역문제라고 한다. 이는 원인으로 시작한 다음 결과를 계산하는 정방향 문제의 반대이다.
역문제는 우리가 직접 관찰할 수 없는 매개 변수에 대해 알려주기 때문에 과학 및 수학에서 가장 중요한 수학적 문제 중 일부이다. 시스템 식별, 광학, 레이더, 음향학, 통신 이론, 신호 처리, 의료 영상, 컴퓨터 비전, 지구 물리학, 해양학, 천문학, 원격 감지, 자연 언어 처리, 기계 학습, 비파괴 테스트, 경사면 안정성 분석 및 많은 분야에 폭넓게 적용된다.

## 같이 보기
- 컴퓨터단층촬영